# Tysk-österrikiska backhopparveckan 1969/1970
Under Tysk-österrikiska backhopparveckan 1969/1970 hoppade man i Oberstdorf den 28 december, den 1 januari hoppade man i Partenkirchen och den 4 januari hoppade man i Innsbruck. Deltävlingen i Bischofshofen genomfördes slutligen den 6 januari.

## Oberstdorf
- Datum: 28 december 1969
- Land:  Västtyskland
- Backe: Schattenbergschanze

| Placering | Hoppare          | Land            | Poäng |
| --------- | ---------------- | --------------- | ----- |
| 01        | Garij Napalkov   | Sovjetunionen   | 225,7 |
| 02        | Horst Queck      | Östtyskland     | 223,8 |
| 03        | Josef Matouš     | Tjeckoslovakien | 223,3 |
| 04        | Lars Grini       | Norge           | 222,9 |
| 05        | Bjørn Wirkola    | Norge           | 221,3 |
| 06        | Christian Kiehl  | Östtyskland     | 218,2 |
| 07        | Jiří Raška       | Tjeckoslovakien | 215,3 |
| 08        | Takashi Fujisawa | Japan           | 213,9 |
| 09        | Ingolf Mork      | Norge           | 213,8 |
| 010       | Walter Clemens   | Östtyskland     | 213,4 |

## Partenkirchen
- Datum: 1 januari 1970
- Land:  Västtyskland
- Backe: Große Olympiaschanze

| Placering | Hoppare                    | Land            | Poäng |
| --------- | -------------------------- | --------------- | ----- |
| 01        | Jiří Raška                 | Tjeckoslovakien | 241,4 |
| 02        | Anatolij Zeglanov          | Sovjetunionen   | 233,2 |
| 03        | Vladimir Belusov           | Sovjetunionen   | 230,2 |
| 04        | Josef Matouš               | Tjeckoslovakien | 227,1 |
| 04        | Lars Grini                 | Norge           | 227,1 |
| 06        | Rudolf Höhnl               | Tjeckoslovakien | 226,1 |
| 07        | Christian Kiehl            | Östtyskland     | 225,1 |
| 08        | Stanisław Gąsienica Daniel | Polen           | 223,8 |
| 09        | Aleksander Ivanikov        | Sovjetunionen   | 222,8 |
| 010       | Horst Queck                | Östtyskland     | 221,4 |

## Innsbruck
- Datum: 4 januari 1970
- Land:  Österrike
- Backe: Bergiselschanze

| Placering | Hoppare             | Land          | Poäng |
| --------- | ------------------- | ------------- | ----- |
| 01        | Bjørn Wirkola       | Norge         | 248,5 |
| 02        | Horst Queck         | Östtyskland   | 246,0 |
| 03        | Anatolij Zeglanov   | Sovjetunionen | 237,8 |
| 04        | Garij Napalkov      | Sovjetunionen | 232,1 |
| 05        | Heinz Schmidt       | Östtyskland   | 227,6 |
| 06        | Rainer Schmidt      | Östtyskland   | 225,8 |
| 07        | Reinhold Bachler    | Österrike     | 224,8 |
| 08        | Stanisław Pawlusiak | Polen         | 216,2 |
| 09        | Hans Schmid         | Schweiz       | 212,0 |
| 010       | Alfred Grosche      | Västtyskland  | 211,8 |

## Bischofshofen
- Datum: 6 januari 1970
- Land:  Österrike
- Backe: Paul-Ausserleitner-Schanze

| Placering | Hoppare             | Land            | Poäng |
| --------- | ------------------- | --------------- | ----- |
| 01        | Jiří Raška          | Tjeckoslovakien | 235,4 |
| 02        | Rainer Schmidt      | Östtyskland     | 232,9 |
| 03        | Bjørn Wirkola       | Norge           | 232,3 |
| 04        | Horst Queck         | Östtyskland     | 232,2 |
| 05        | Garij Napalkov      | Sovjetunionen   | 226,6 |
| 06        | Rudolf Höhnl        | Tjeckoslovakien | 225,2 |
| 07        | Aleksander Ivanikov | Sovjetunionen   | 223,3 |
| 08        | Ingolf Mork         | Norge           | 218,3 |
| 09        | Frithjof Prydz      | Norge           | 216,0 |
| 010       | Masakatsu Asari     | Japan           | 215,6 |

## Slutställning

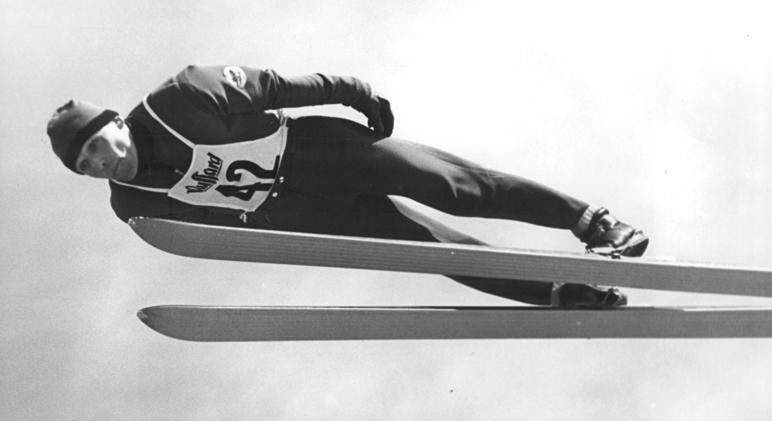
Horst Queck

| Placering | Hoppare           | Land            | Poäng |
| --------- | ----------------- | --------------- | ----- |
| 01        | Horst Queck       | Östtyskland     | 923,4 |
| 02        | Bjørn Wirkola     | Norge           | 920,6 |
| 03        | Garij Napalkov    | Sovjetunionen   | 901,5 |
| 04        | Jiří Raška        | Tjeckoslovakien | 895,2 |
| 05        | Rainer Schmidt    | Östtyskland     | 890,3 |
| 06        | Rudolf Höhnl      | Tjeckoslovakien | 869,8 |
| 07        | Anatolij Zeglanov | Sovjetunionen   | 867,7 |
| 08        | Ingolf Mork       | Norge           | 860,4 |
| 09        | Heinz Schmidt     | Östtyskland     | 860,0 |
| 010       | Yukio Kasaya      | Japan           | 852,2 |